# Notophysis caffra
Notophysis caffra là một loài bọ cánh cứng trong họ Cerambycidae.